# Compsodrillia canna
Compsodrillia canna é uma espécie de gastrópode do gênero Compsodrillia, pertencente à família Pseudomelatomidae.